# 山口乡
山口乡，是中华人民共和国安徽省安庆市大观区下辖的一个乡镇级行政单位。

## 行政区划
山口乡下辖以下地区：
中心村、百子山村、山口镇村和联胜村。